# Schmolzziegel

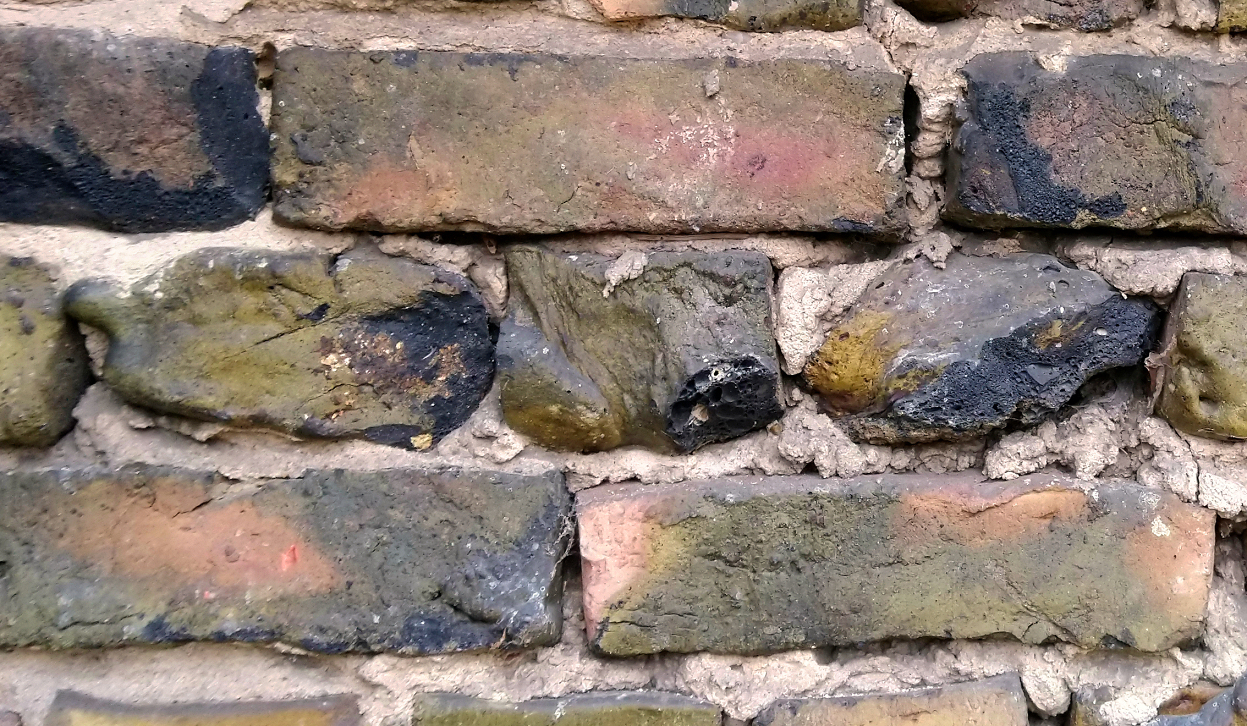
Schmolzziegel verbaut in der Schlossparkmauer Petzow

Als Schmolzziegel oder nur Schmolz werden Mauerziegel bezeichnet, die durch Fehler beim Brennvorgang entstanden sind. Sie gehören zu den Fehlbrandziegeln. Bei Fehlbrandziegeln unterscheidet man „Schmolzziegel“, „Schwachbrandziegel“, „Blähziegel“ und „Fehlfarbenziegel“.

## Beschreibung
Der keramische Brand führte in vorindustrieller Zeit, also bis zur Einführung moderner, steuerbarer Brennmethoden, nur selten zu einem stabilen Endergebnis bei der Fertigung von Mauerziegeln, Dachziegeln und der Töpferwarenherstellung. Ein häufiges Ergebnis bei der Herstellung von Mauerziegel waren Fehlbrände: Wurde der Brand zu früh beendet, entstanden bröselige und leicht zerstörbare „Schwachbrandziegel“; wurde er zu spät abgebrochen, entstanden „Schmolzziegel“, d. h. Ziegel, die beim Brennvorgang über den sogenannten „Garbrand“ hinaus zu viel Hitze abbekamen. Sie schmolzen in ihrem Gefüge, waren aber in der Regel äußerst hart. Häufig verschmolzen Mauerziegel auch miteinander und wurden so zu Ausschuss. Die Ziegel, die an oder in der Kohlenglut lagen, verfärbten sich schwarz, die Oberflächen waren mit glasiger, schwarzer Schlacke verkrustet. Derartige Steine wurden nicht weggeworfen, sondern zumeist im Wandinnern vermauert. Mittlerweile sind diese Fehlbrandziegel als sogenannte „Architektenklinker“ begehrt.
In einer Brennzone eines Ringofens fanden etwa 21.000 Normalformat-Ziegel Platz. Auch wenn aus heutiger Sicht die schönen Formen und Farben der Fehlbrände begeistern, so bedeuteten nicht verkaufbare „Schmolzziegel“ in früheren Zeiten finanzielle Verluste für den Ziegelbrenner.

## Trivia
Ein Spruch der Ziegler lautet ironisch: Schwachbrand und Schmolz sind dem Brenner sein Stolz. (Zitat)

## Beispiele
Ein Beispiel für die dekorative Verbauung von „Schmolzziegeln“ ist die Muschelgrotte im Neuen Garten in Potsdam durch den Oberhofbaurat Andreas Ludwig Krüger.

Schmolzziegel
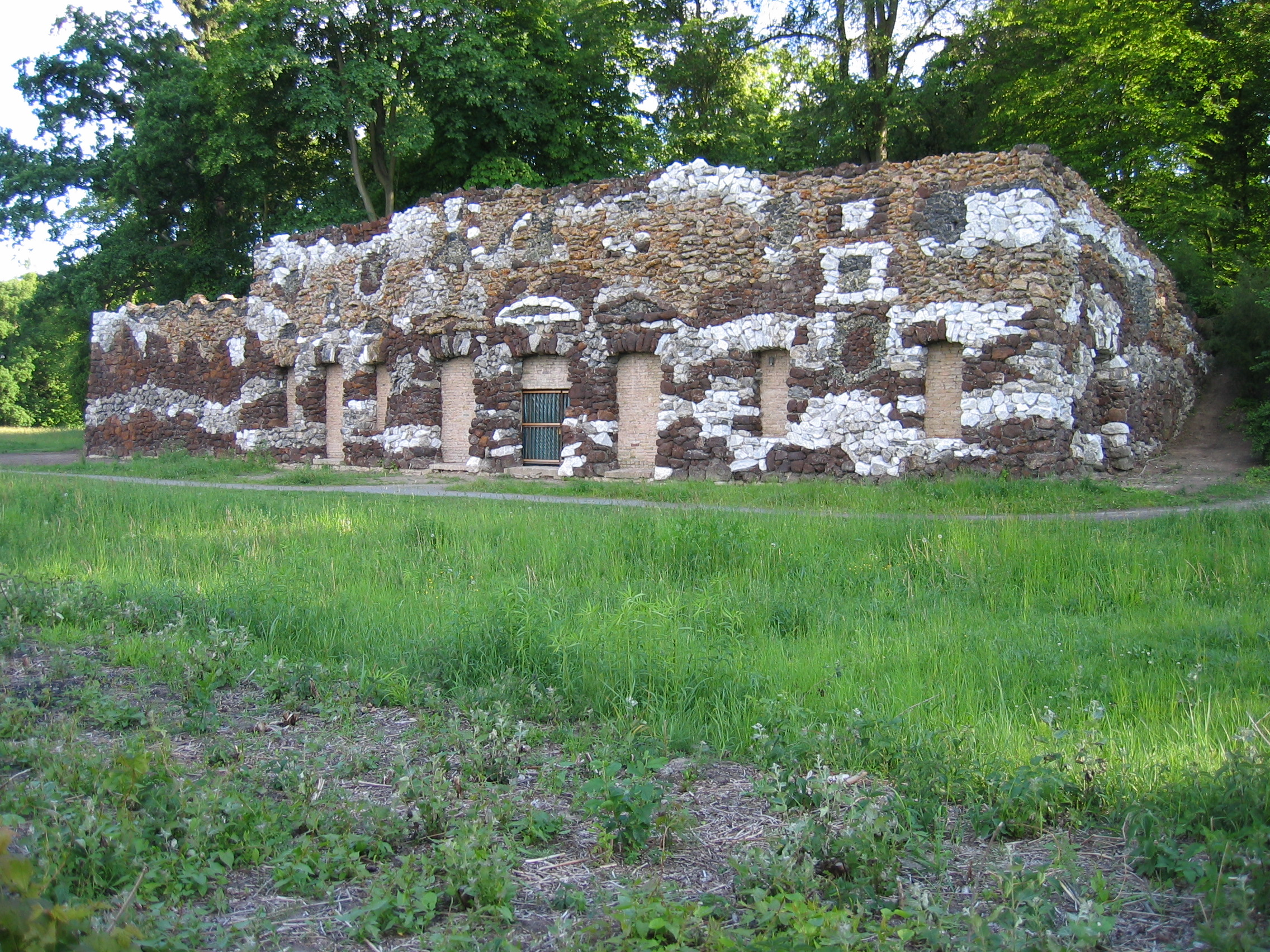
Muschelgrotte im Neuen Garten
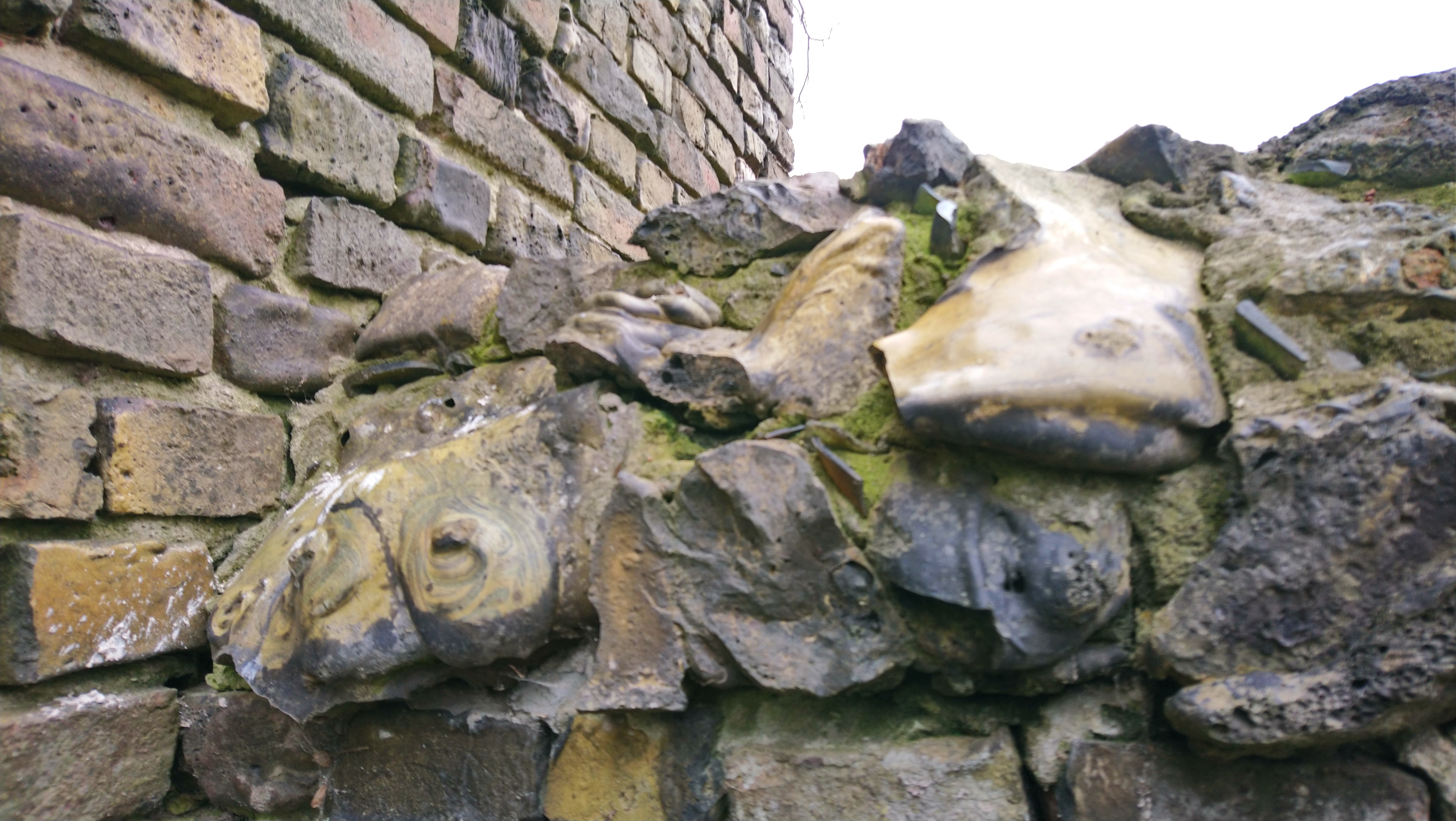
Schmolz mit glasierter Oberfläche auf Mauer um Schlosspark in Petzow
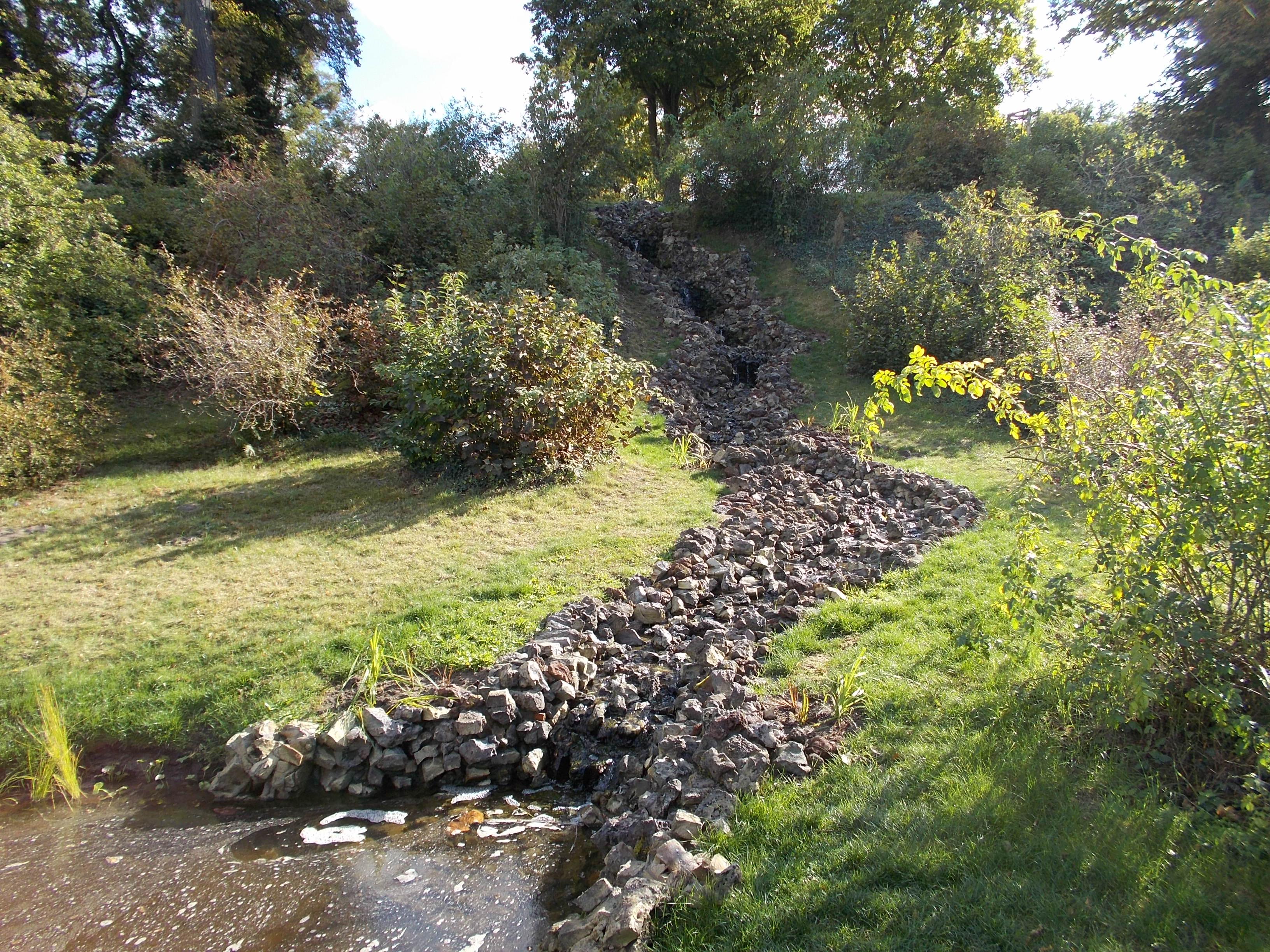
Wasserlauf im Park Babelsberg, ausgelegt mit Schmolzziegeln